# كيسيلكوفتسي
كيسيلكوفتسي (بالبلغارية: Киселковци)‏ قرية تقع إدارياً ضمن تريافنا في بلغاريا. ويبلغ عدد سكانها 1 نسمة حسب تعداد 15 مارس 2015. تعتمد كيسيلكوفتسي للبريد على الرمز البريدي 5360.